# 岡稲荷神社

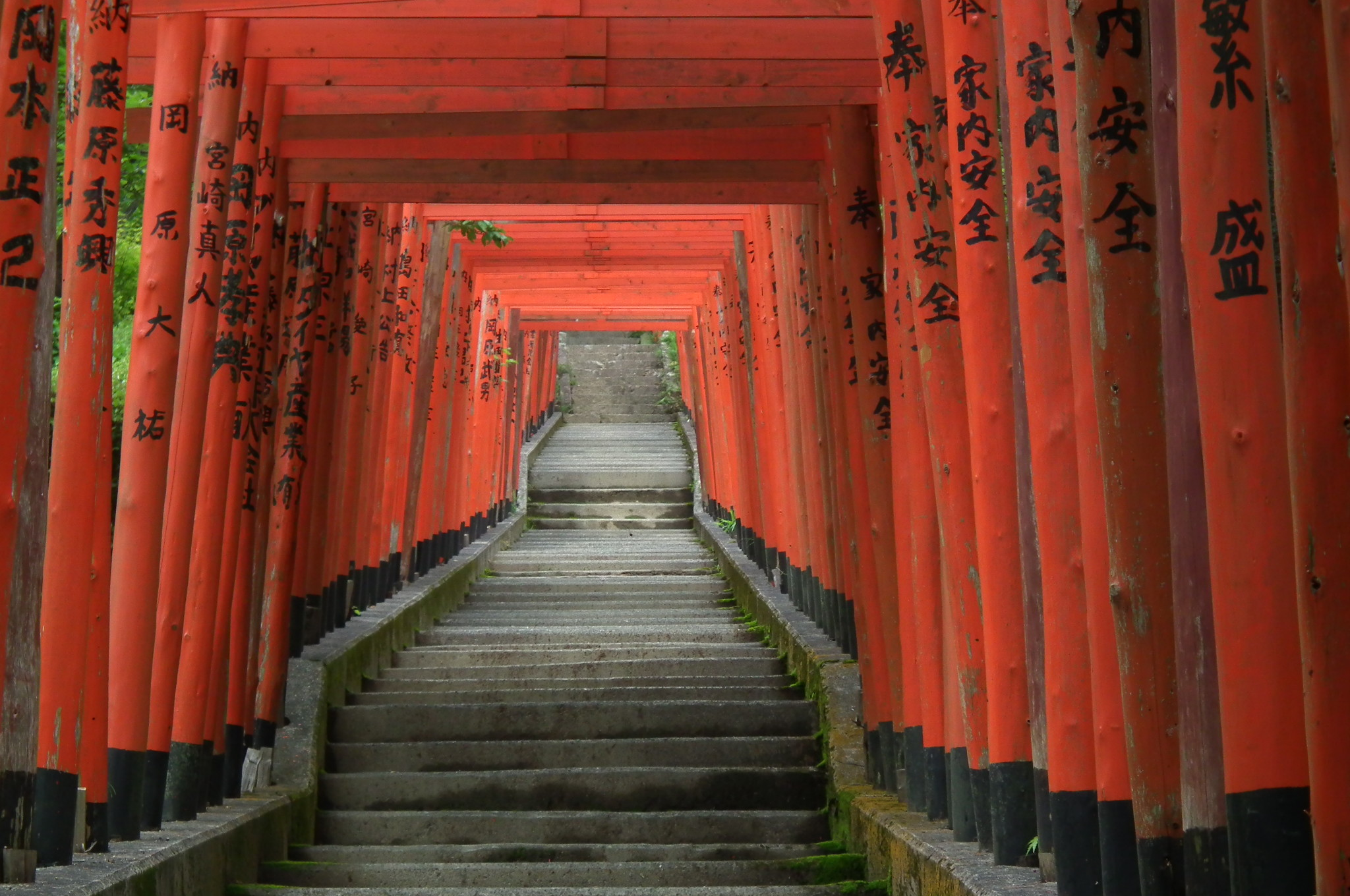
赤い鳥居が立ち並ぶ参道

岡稲荷神社（おかいなりじんじゃ）は、兵庫県西脇市黒田庄町岡にある稲荷神社。

## 概要
「愛宕稲荷神社」とも呼ばれ、長い鳥居のトンネルがある。周辺は福谷公園として整備されており、その奥の小高い山腹にある。境内からは、黒田庄の町並みが一望できる。福地公園には岡福谷古墳群の墳墓があり、福谷池とその背後の通称三角点山と呼ばれる山が美しい景観を形成している。

## 交通アクセス
- JR加古川線黒田庄駅から東へ約1㎞。徒歩約20分。

## Gallery

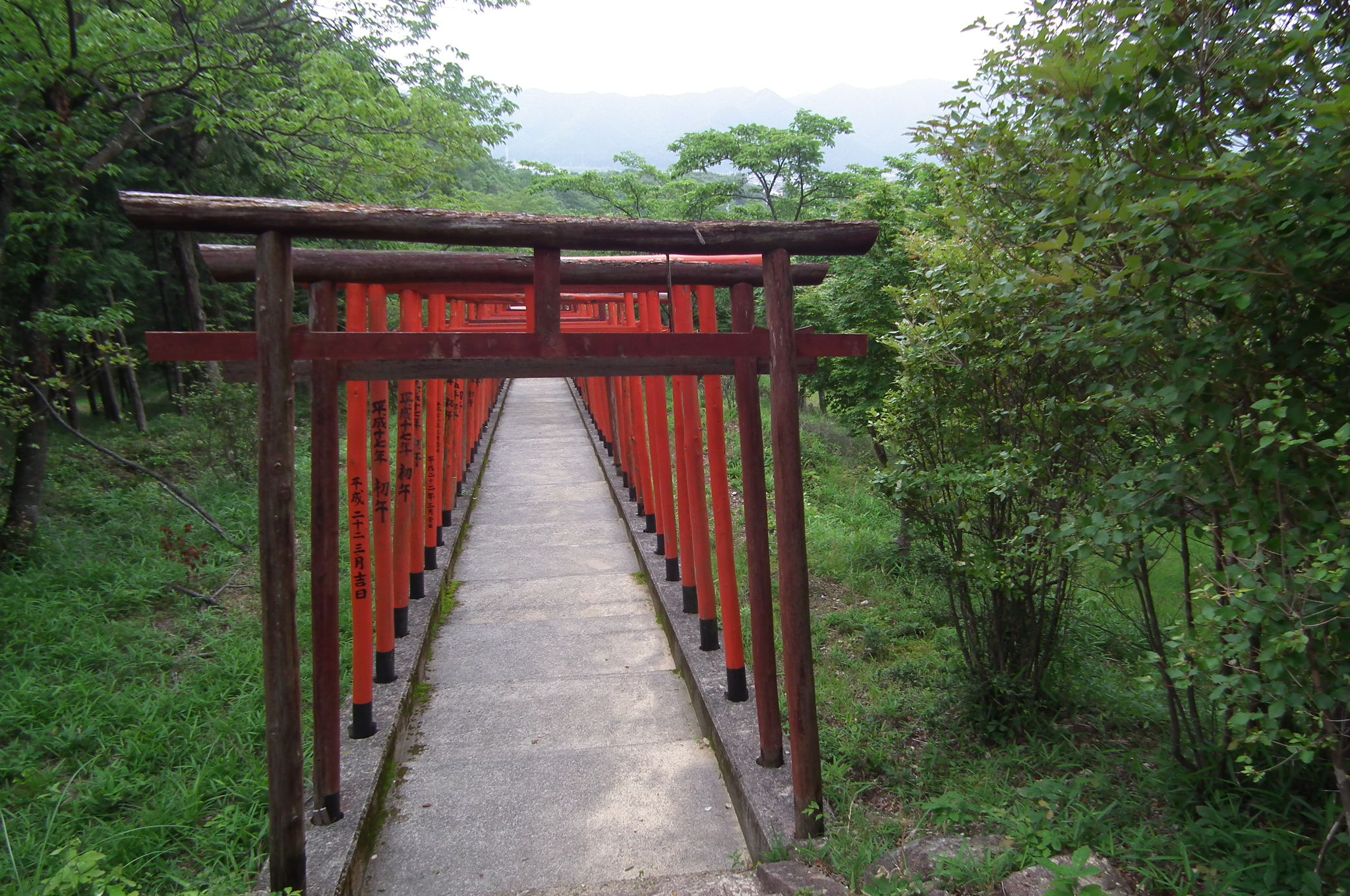
参道と鳥居
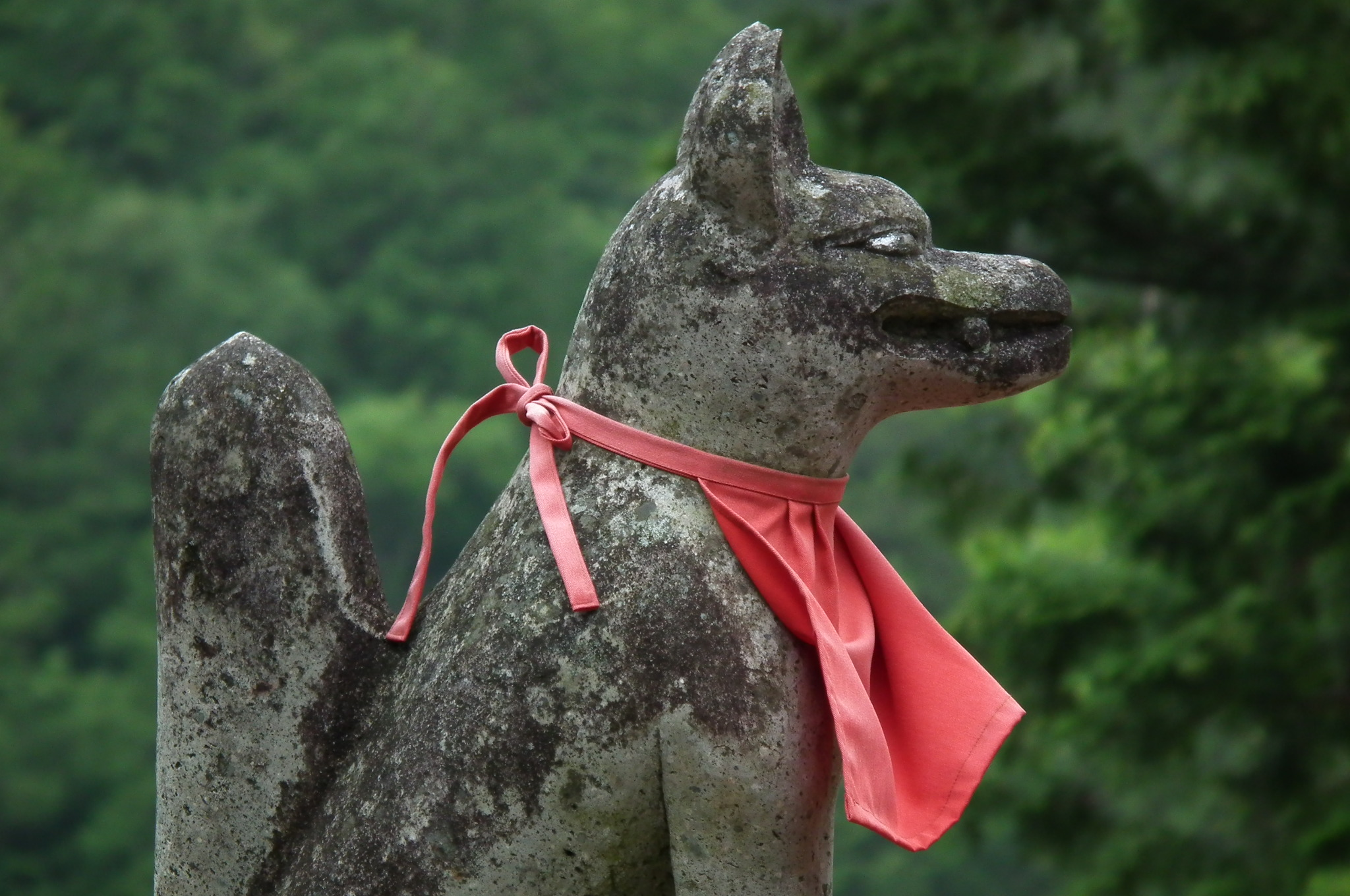
境内の狛犬
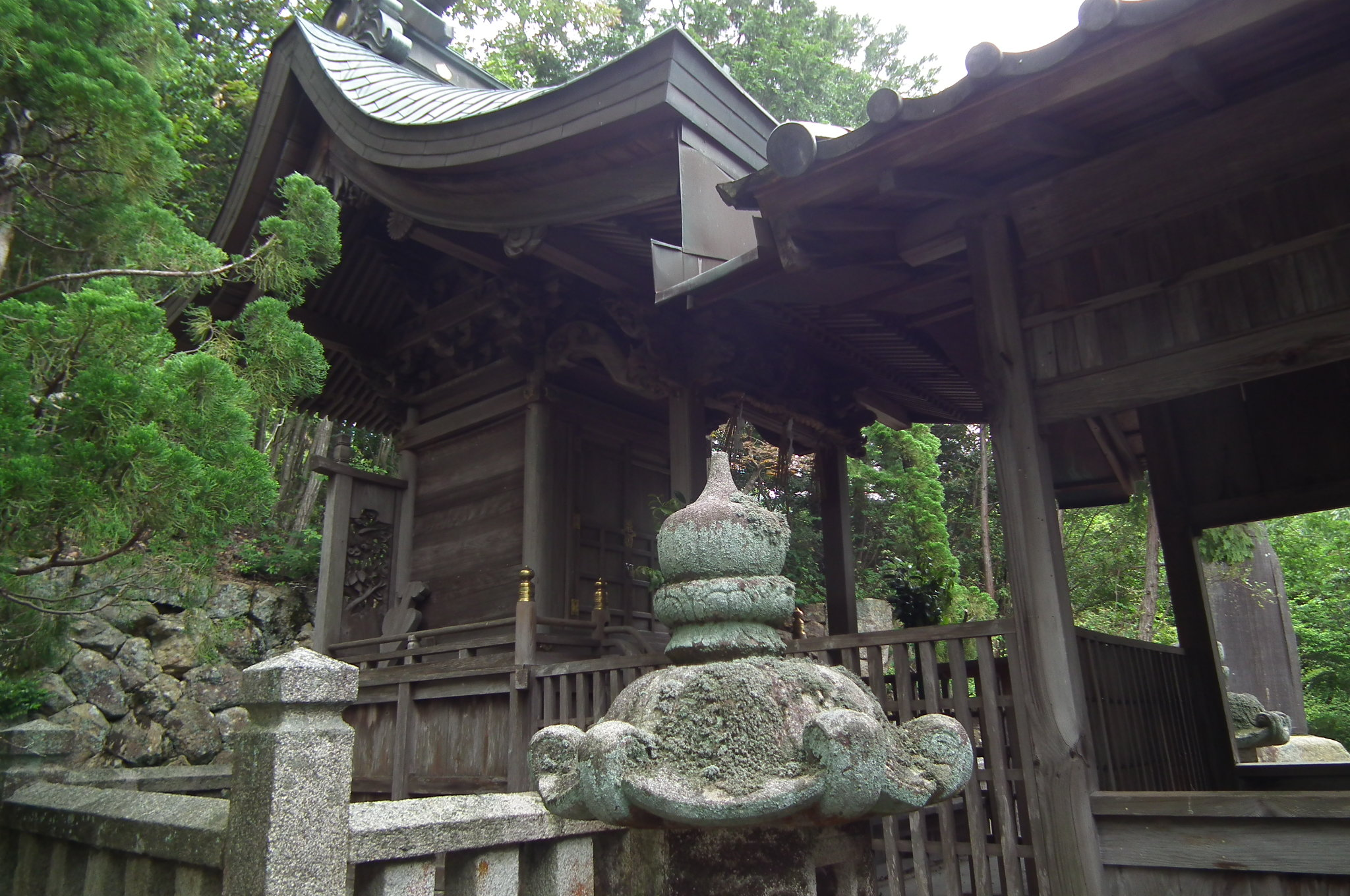
本殿
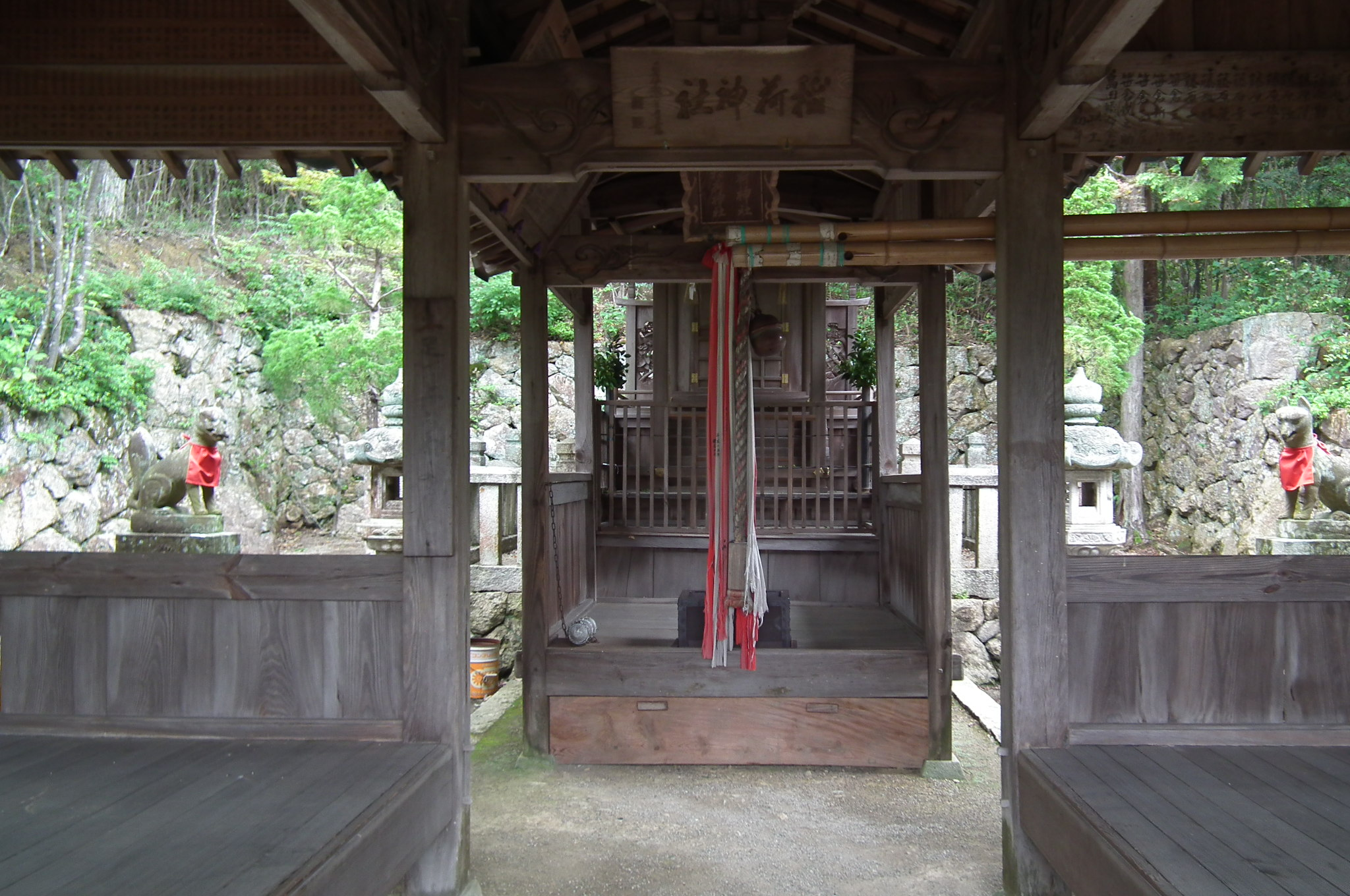
本殿
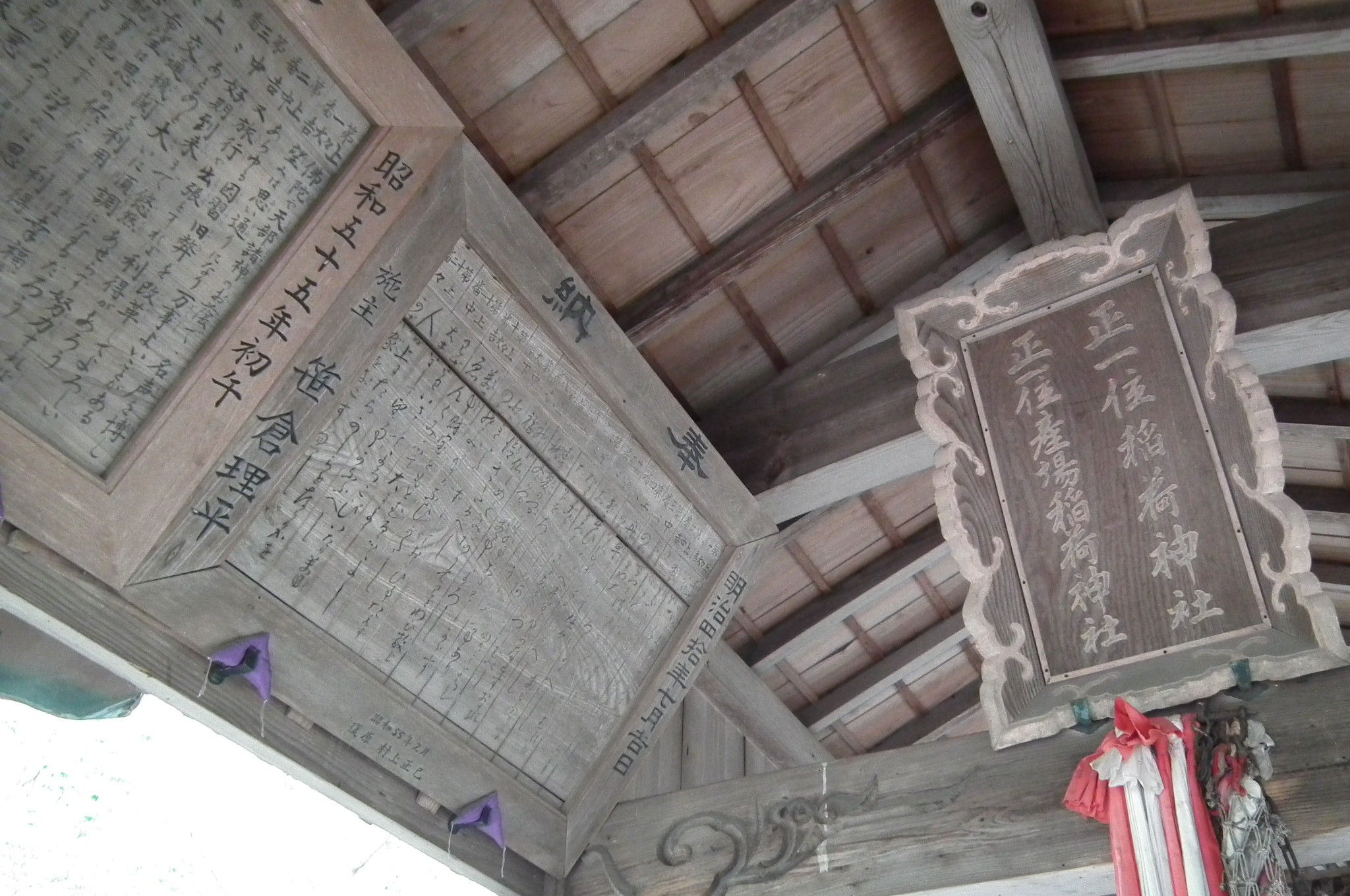
本殿
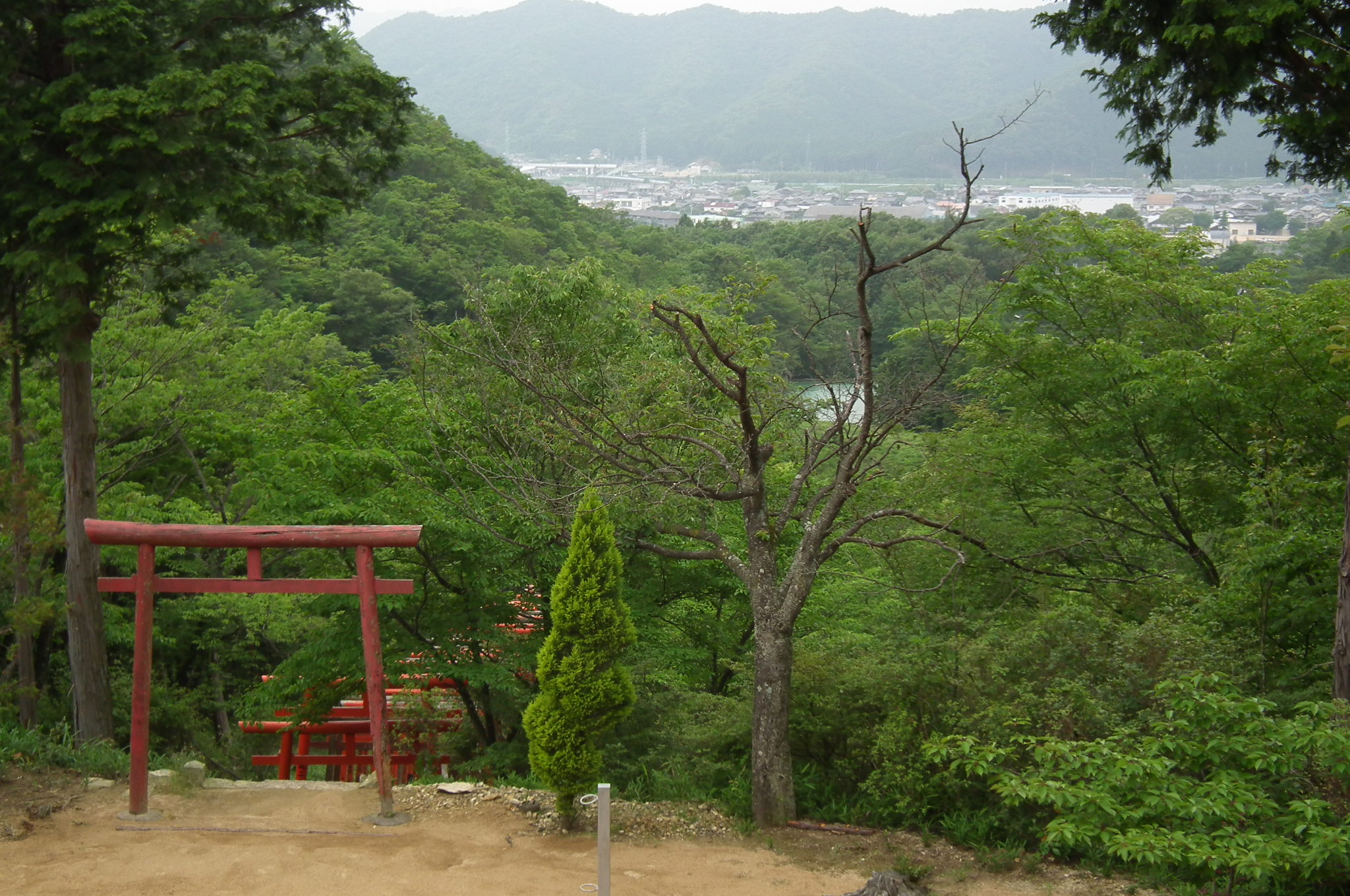
境内から黒田庄の町を見る。
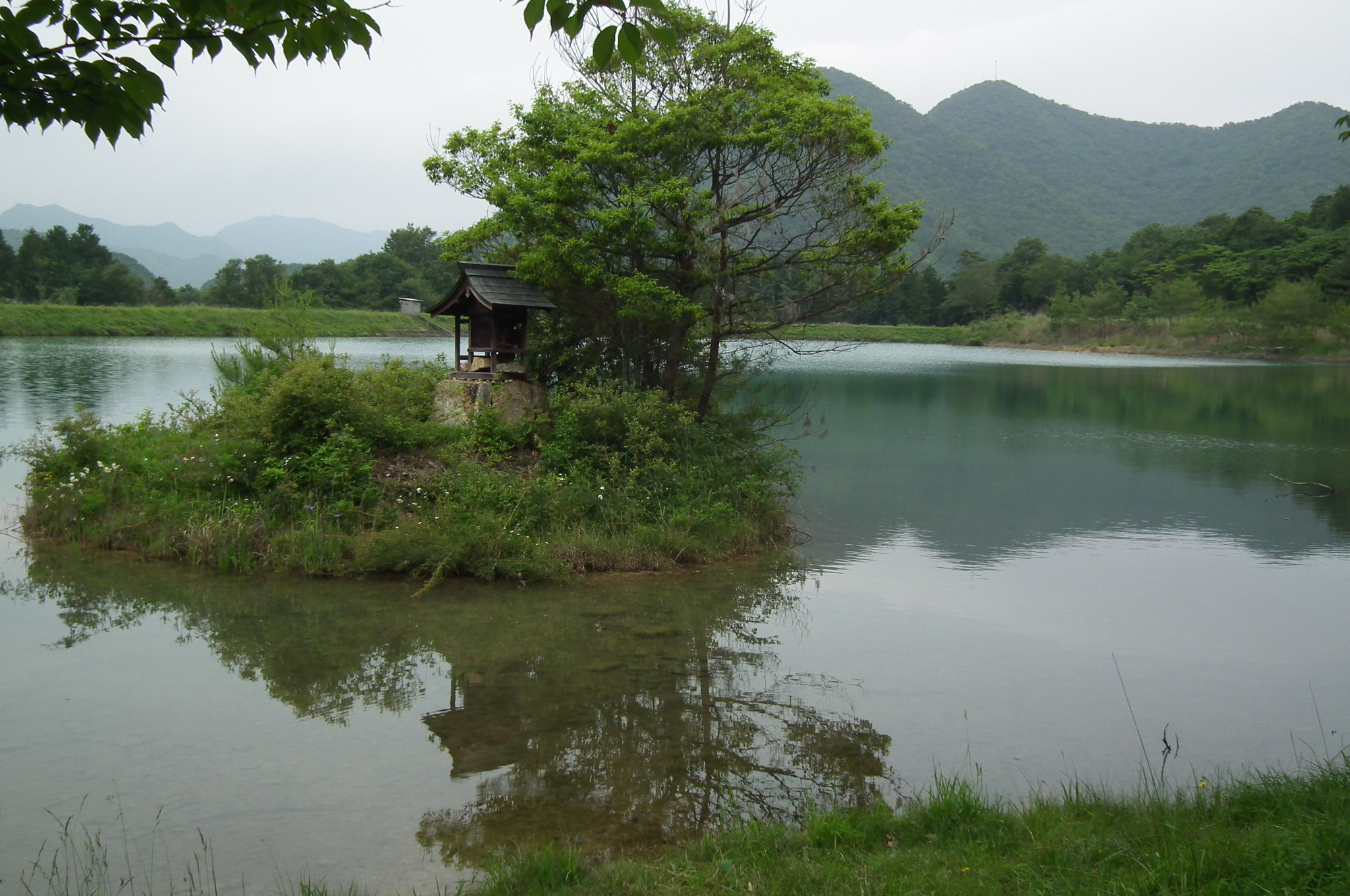
麓の福谷公園

## 周辺情報
- 黒田稲荷神社
- 福地稲荷神社
- 兵主神社
- 西林寺 - アジサイ寺、播磨西国三十三箇所第20番霊場
- 長明寺
- 荘厳寺
- 極楽禅寺
- 東光寺
- 長明寺 - 岩屋寺（長明寺奥の院）